# German Open 2015
Il German Open 2015 è stato un torneo di tennis giocato sulla terra rossa. È stata la 109ª edizione dell'evento, che faceva parte della categoria ATP World Tour 500 series nell'ambito dell'ATP World Tour 2015. Si è giocato all'Am Rothenbaum di Amburgo in Germania dal 27 luglio al 2 agosto 2015.

## Partecipanti

### Teste di serie
| Nazionalità | Giocatore              | Ranking* | Testa di serie |
| ----------- | ---------------------- | -------- | -------------- |
| Spagna      | Rafael Nadal           | 10       | 1              |
| Spagna      | Tommy Robredo          | 21       | 2              |
| Spagna      | Roberto Bautista Agut  | 22       | 3              |
| Italia      | Andreas Seppi          | 24       | 4              |
| Uruguay     | Pablo Cuevas           | 25       | 5              |
| Argentina   | Juan Mónaco            | 27       | 6              |
| Spagna      | Guillermo García López | 28       | 7              |
| Italia      | Fabio Fognini          | 32       | 8              |

* Ranking al 20 luglio 2015.

### Altri partecipanti
Giocatori che hanno ricevuto una Wild card:
- Florian Mayer
- Jaume Munar
- Rafael Nadal
- Alexander Zverev

Giocatori passati dalle qualificazioni:

- Íñigo Cervantes
- Tarō Daniel
- Albert Montañés
- Lucas Pouille

## Campioni

### Singolare
- Rafael Nadal ha sconfitto in finale  Fabio Fognini per 7–5, 7–5.
- È il sessantasettesimo titolo in carriera, sedicesimo ATP 500 e secondo titolo ad Amburgo per Nadal.

### Doppio
- Jamie Murray /  John Peers hanno sconfitto in finale  Juan Sebastián Cabal /  Robert Farah per 2–6, 6–3, [10–8].